# Ednam
Ednam est un petit village situé à proximité de Kelso dans les Scottish Borders en Ecosse.
Les autres localités des environs sont  Stichill, Sprouston, Nenthorn, Eccles, Gordon, et Greenlaw. Floors Castle se trouve également dans les alentours. Le village appartenait anciennement au Roxburghshire. Son nom est une corruption du vieil anglais Edenham, qui signifie la ville sur l'Eden Water.
Ednam est connu pour avoir été habité par plusieurs poètes écossais, tels Henry Francis Lyte, auteur de l'hymne chrétien Abide with Me, William Wright, John Gibson-Smith et James Thomson, auteur des paroles de l'hymne rule Britannia. Parmi les autres personnalités liées à Ednam on peut encore citer le banquier William Purves, et John Coocke ou Cuke, le grand-père du Capitaine Cook.
On trouve près du village un monticule appelé Pipers Grave (la tombe du cornemusier). Il doit son nom à une légende locale selon laquelle un joueur de cornemuse du village serait un jour parti sur la colline en quête de fées, et n'en serait jamais revenu.